# Масурій Сабін
Масурій Сабін (*Masurius Sabinus, кінець I ст. до н. е. —поч. I ст. н. е.) — давньоримський правник, очільник Сабініанської школи.

## Життєпис
Походив з плебейської родини. Навчався напевне у різних правників ще за часів республіки. Ймовірно був прихильником ідей Гая Атея Капітона — консерватора у правництві. Масурій тривалий час жив за рахунок гонорарів від своїх учнів. Приблизно у 22 році очолив правничу школу Капітона (вона згодом отримала ім'я Масурія Сабіна).
Лише у 50 років зумів накопичив грошей на ценз вершника (100 тисяч. денаріїв). Тоді ж імператор Тиберій надав Сабіну право на висловлювання державної думки у галузі права. З цього моменту починається фактична історія Сабініанської школи.

## Правництво
У головному своїй праці — дидактичному творі «Ius civile» — Масурій виходить з системи Квінта Муція Сцеволи, але вносить до неї істотні зміни. Ця дуже компактна робота (у 3 книгах), що служила підручником, коментувалась багатьма правниками до III ст.
У доробку Сабіна є також коментар до едикту місського претора (не менше 6 книг), проблемні «Response» (не менше 2 книг) і «Memoralia» (11 книг).
Його «Libri ad Vitellium» стали об'єктом однейменного коментаря Павла, використаного укладачами Corpus iuris civilis Юстиніана I. Зміст відомих фрагментів обмежено проблемами розпоряджень mortis causa. Ця праця Масурія поділяється на 4 частини: спадкове право, право осіб, зобов'язальне право, речове право.